# Les paradis de Diane
Les paradis de Diane (internationaler Festivaltitel: Paradises of Diane) ist ein Schweizer Spielfilm von Carmen Jaquier und Jan Gassmann aus dem Jahr 2024. Das Drama erzählt von einer Frau, die versucht in einer fremden Stadt unterzutauchen. Die Hauptrolle übernahm Dorothée de Koon. Die Uraufführung von Les paradis de Diane soll im Januar 2024 bei den Solothurner Filmtagen erfolgen. Die internationale Premiere ist einen Monat später bei der 74. Berlinale geplant.

## Handlung
Diane bringt im Krankenhaus in Zürich ihr Baby zur Welt. Unmittelbar nach der Geburt verlässt sie ihren Mann und das Neugeborene. Sie taucht in einer ihr fremden spanischen Stadt am Mittelmeer unter. Doch die Prozesse in ihrem Körper rufen Diane das, wovor sie flieht, in Erinnerung.

## Veröffentlichung und Rezeption
Die Weltpremiere von Les paradis de Diane soll am 20. Januar 2024 bei den Solothurner Filmtagen in der Sektion Panorama Langfilm erfolgen. Die internationale Premiere fand knapp einen Monat später, am 18. Februar, in der Sektion Panorama der Berlinale in Berlin statt. In ihrer Pressemitteilung gaben die Festivalorganisatoren an, dass der Film „in großartigen Bildern von der radikalen Abnabelung“ seiner „Antiheldin“ erzähle.
Ein regulärer Kinostart in der Schweiz ist ab 21. März 2024 im Verleih von Outside The Box Sarl Distribution geplant.

## Auszeichnungen
Im Rahmen seiner Aufnahme in die Panorama-Sektion der Berlinale 2024 ist Les paradis de Diane automatisch für den Panorama Publikumspreis nominiert. Beim Zürcher Filmpreis 2024 gewann der Film in der Kategorie "Bester Spielfilm". 
Beim Schweizer Filmpreis 2025 gewann der Film den Preis für die Beste Filmmusik und war zudem für den besten Spielfilm nominiert.